# Wirusy pantropowe
Wirusy pantropowe – wirusy mające zdolność powodowania wiremii i infekowania różnych narządów wewnętrznych. Są szczególnie groźne dla zdrowia. Przykładem może być wirus grypy, który zazwyczaj atakuje tylko płuca, jednak niektóre jego szczepy, np. H5N1, HA1 i HA2 są pantropowe. Inny przykład to psi koronawirus C-CoV, wywołujący zapalenie żołądka i jelit, który zazwyczaj jest enterotropowy, natomiast jego podtyp IIa jest pantropowy, wykazując szczególnie wysoką zjadliwość i powodujący ogólne zakażenie organizmu.